# Monteleone d’Orvieto
Monteleone d'Orvieto település Olaszországban, Terni megyében. Lakosainak száma 1369 fő (2023. január 1.). Monteleone d’Orvieto Città della Pieve, Fabro, Montegabbione és Piegaro községekkel határos.

## Népesség
A település népessége az elmúlt években az alábbi módon változott:
| Lakosok száma | 1437 | 1429 | 1369 |
|               | 2017 | 2018 | 2023 |